# Monascus aurantiacus
Monascus aurantiacus är en svampart som beskrevs av Zhong Q. Li 1982. Monascus aurantiacus ingår i släktet Monascus och familjen Monascaceae.   Inga underarter finns listade i Catalogue of Life.